# Lacković
Lackovići su bili hrvatska velikaška obitelj koja je vladala, uz prekide, nad Transilvanijom u 14. stoljeću. Iz ove obitelji također potječu banovi Hrvatske, Slavonije, Dalmacije i Bugarske, knezovi Zadra, palatini Ugarske, kao i potkralj Napulja. Osim u hrvatskome obliku prezimena, obitelj je bila poznata i pod imenom Lackfi/Laczkovich na mađarskom jeziku. 

## Povijest
Lackovići potječu od plemena Herman (Hermány) i potomci su grofova Raabs, koji su vladali nad Nürnbergom u srednjem vijeku. Obitelj Raabs potječe od Diepoldingerovaca, koji su vladali nad sjevernom Bavarskom. Dio plemena iz Nürnberga se 995. godine doseljava u Mađarsku zajedno s bavarskom princezom Gizelom povodom njezine udaje za budućeg mađarskog kralja Stjepana.
Osnivač obitelji je Ladislav (mađ. László), zvan Lacko (Laczk), koji je bio knez sikuljski u prvoj polovici 14. stoljeća. Sikulj (mađ. Székely, odnosno Székelyföld; latinski: Terra siculorum) je područje u istočnom dijelu Erdelja (Transilvanije), danas u središnjoj Rumunjskoj, a nekoć dio Ugarske, gdje žive Sekelji, većinska mađarska etnička grupa.
Lackovi potomci, Lackovići, proširili su svoje posjede, utjecaj i vlast, pa su sredinom 14. stoljeća došli i u Hrvatsku, postajući dio hrvatskog plemstva, dajući i hrvatske, slavonske i dalmatinske banove. Imali su posjede od Međimurja na sjeveru, preko Slavonije, do Zadra na jugu.
Nakon što im je kralj Žigmund oduzeo imanja poslije Krvavog sabora križevačkog, knezovi Lacković su se sklonili u kalničkoj regiji gdje su se njihovi potomci integrirali s domaćim plemstvom. Preostala grana, tzv. varaždinska grana (Laczkovich de Varasd), je imala svoje posjede u križevačkoj i varaždinskoj županiji.  

## Članovi
Značajni članovi obitelj Lacković su:
- Stjepan I. Lacković, gospodar Međimurja, transilvanski vojvoda (1344. – 1350.), hrvatski, slavonski i dalmatinski ban (1350. – 1352.)
- Andrija I. Lacković, transilvanski vojvoda (1352. – 1359.), napuljski potkralj (1350. – 1352.)
- Nikola I. Lacković, ban cijele Slavonije (1342. – 1343.), transilvanski vojvoda (1367. – 1368.)
- Dionizije I. Lacković, kninski biskup (1348. – 1349.), zagrebački biskup (1349. – 1350.), kaločki nadbiskup (1350. – 1356.)
- Stjepan II. Lacković "Čakovečki", (u. 1397.), gospodar Međimurja, Lendave i Keszthely-a, hrvatski ban (1371. – 1372., 1383. – 1384.), transilvanski vojvoda (1372. – 1376.), ugarski palatin (1387. – 1397.), knez Zadarski (1383., 1387. – 1388., 1391. – 1392.)
- Emerik I. Lacković, transilvanski vojvoda (1368. – 1372.), bugarski ban (1365. – 1366.), hrvatski, slavonski i dalmatinski ban (1368.), knez Zadarski (1368. – 1369.)
- Dionizije II. Lacković, transilvanski vojvoda (1359. – 1367.)
- David I. Lacković, gospodar Našica, slavonski ban (1416. – 1418.)
- Stjepan III. Lacković, transilvanski vojvoda (1372. – 1376.)
- Juraj I. Lacković, mačvanski ban (1392. – 1393.)

## Vanjske poveznice
- Lackovići iz plemićkog roda Herman
- Obitelj Lacković s češko-mađarskom varijantom imena
- Popis knezova Ugarske kraljevine
- Krvavi sabor križevački  Arhivirana inačica izvorne stranice od 24. svibnja 2022. (Wayback Machine)
- Popis hrvatskih plemićkih obitelji  Arhivirana inačica izvorne stranice od 7. rujna 2009. (Wayback Machine)
- Popis hrvatskih vladara
- Petar Lacković[neaktivna poveznica]
- Uzroci i posljedice Krvavog sabora u Križevcima
- Spomenik Stjepanu II. Lackoviću "Čakovečkom" u Keszthelyju, Mađarska[neaktivna poveznica]
- Pavao Lacković, prisjednik banskoga stola
- Pavao Lacković, plemićki sudac varaždinske županije
- http://library.hungaricana.hu/hu/view/CroatianStateArchives_AV_I_13_1911/?pg=286&layout=s&query=SZO%3D(Lackovi%C4%87)